# Kroksmosse
Kroksmosse är en sjö i Varbergs kommun i Halland och ingår i Viskan-Rolfsåns kustområde.